# مجلس غلغت-بلتستان
مجلس غلغت-بلتستان هو مجلس حكومي تم إنشاؤه وفقًا للمادة 33 من مرسوم غلغت-بلتستان (التمكين والحكم الذاتي) لعام 2009. رئيس المجلس هو رئيس وزراء باكستان وحاكم غلغت-بلتستان هو نائب الرئيس. ويمكنه التشريع بشأن 53 موضوعا كما هو منصوص عليه في الجدول الثالث من المرسوم.

## روابط خارجية
- موقع رسمي